# غراهام ليتل
غراهام ليتل (بالإنجليزية: Graham Little)‏ هو مقدم تلفزيوني بريطاني، ولد في 12 أبريل 1978.